# Firouz Naderi

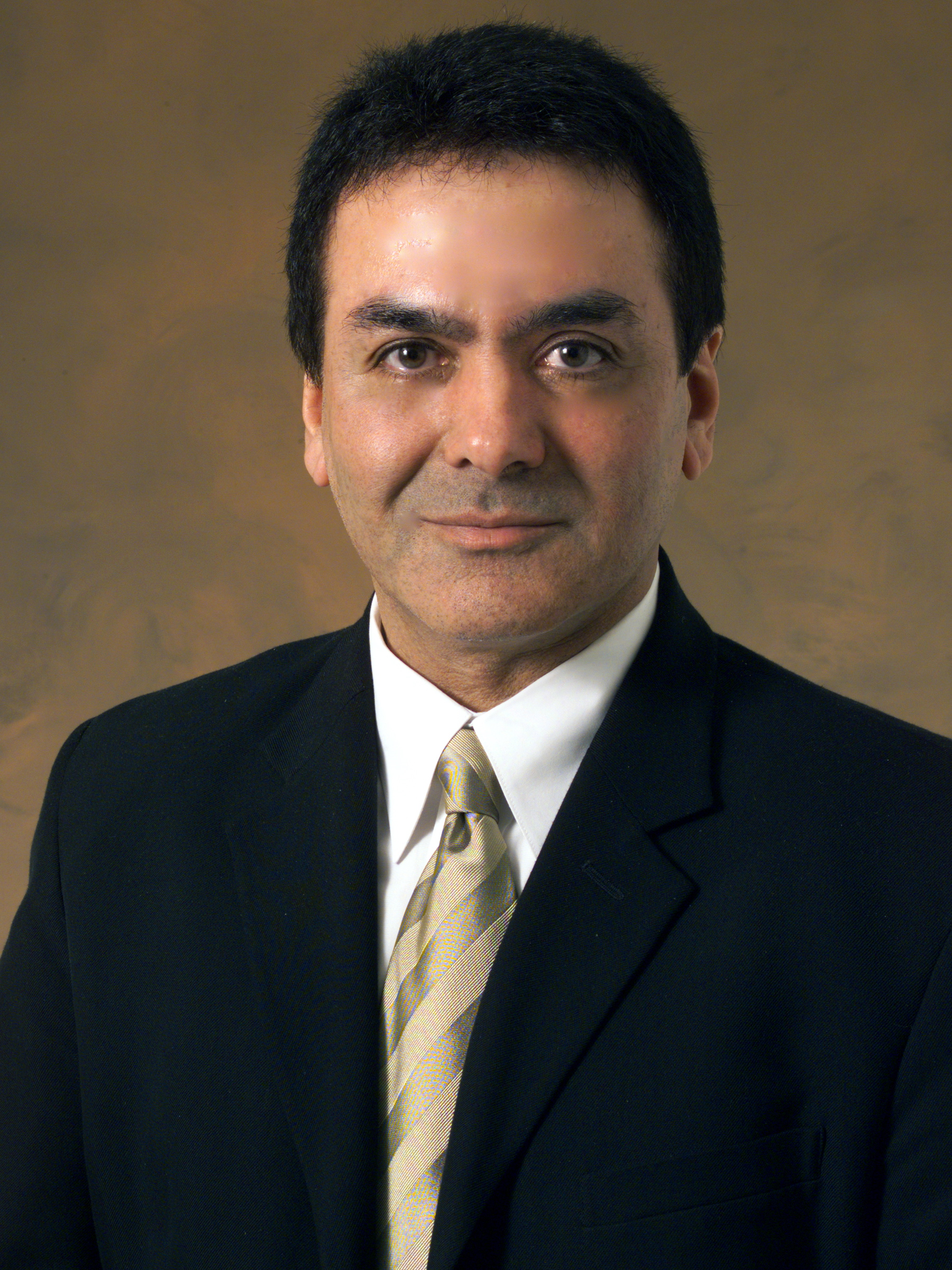
Firouz Naderi, 2009

Firouz Michael Naderi (persisch فیروز نادری, DMG Fīrūz-e Nāderī; * 25. März 1946 in Schiras, Iran; † 9. Juni 2023, Los Angeles, Kalifornien, Vereinigte Staaten) war ein iranisch-US-amerikanischer Wissenschaftler und Leiter des Programms zur Erforschung des Sonnensystems (Solar System Exploration) am der NASA angegliederten Jet Propulsion Laboratory (JPL). Er war verantwortlich für die langfristige strategische Planung, Koordination der Untersuchungen, Akquisition neuer Missionen und Entwicklung von Projekten im frühen Lebenszyklus.

## Karriere
Firouz Naderi studierte zunächst Elektrotechnik an der Pahlavi Universität in Schiras und erhielt einen Doktortitel (PhD) für seine Arbeit über Bildverarbeitung. Nach seiner Auswanderung in die USA erwarb er drei weitere akademische Grade in Elektrotechnik: Bachelor of Engineering (Iowa State University, Ames), Master und PhD (University of Southern California, Los Angeles).
Im Jahr 1965 verließ er den Iran in Richtung USA und wurde später auch amerikanischer Staatsbürger. Naderi schloss sich im Jahr 1979 dem Jet Propulsion Laboratory an. Seine erste Arbeit im JPL war der Entwurf und die Konstruktion von großen satellitenbasierten Systemen, mit denen eine landesweite Abdeckung mit Mobilfunknetzen gewährleistet werden sollten.
In der Mitte der 1980er Jahre war er über zwei Jahre als verantwortlicher Programmmanager des Advanced Communications Technology Satellite (ACTS), der Vorreiter der heutigen Multi-Beam Space-Switching Satelliten, beim NASA-Hauptquartier beschäftigt.
Nach seiner Rückkehr zum JPL wurde er zum Leiter des NASA-Scatterometer-Projektes (NSCAT) ernannt, dessen Aufgabe es war, für die NOAA Informationen über die Windgeschwindigkeit und -richtung über den Ozeanen zu sammeln. Seine Karriere bei JPL umfasst Systems Engineering, Technologieentwicklung (Angewandte Forschung) und Programm- und Projektmanagement von Satellitenkommunikationssystemen, Fernerkundungsüberwachungen, astrophysischen Observationen und Planetensystemen.
Im Jahr 2000 wurde Naderi Leiter des Mars Exploration Programmes beim JPL. Im Sommer desselben Jahres beteiligte er sich in großem Umfang an der Neuplanung des Programmes, das als eine Kette von wissenschaftlichen, technischen und funktional in Wechselbeziehung stehenden Missionen mit zweijährlichen Raketenabschüssen zum Mars definiert wurde. Bis zum Jahr 2005 leitete er dieses Programm, dessen größten Erfolge die Landung der beiden Marssonden Spirit und Opportunity waren. Vor dem Mars Exploration Programm leitete Naderi das Origins Programm, ein NASA-Programm zur Suche von erdähnlichen Planeten in anderen Sonnensystemen.
Zwischen 2005 und 2011 war er als Leiter der Abteilung „Project Formulation and Strategy“ verantwortlich für das Anwerben neuer Geschäftsfelder und der strategischen Planung zuständig.
Von 2011 bis 2023 leitete Firouz Naderi das Programm zur Erforschung des Sonnensystems am JPL.
Im Mai 2023 erlitt er in Verbindung mit einem Herzanfall einen Sturz. Er zog sich dabei eine schwere Nackenverletzung zu, bei der auch das Rückenmark beschädigt wurde. Dies führte zu einer Lähmung vom Hals abwärts. Auf Grund dieses Vorfalls verstarb er am 9. Juni 2023.

## Auszeichnungen und Ehrungen
Im Februar 2002 erhielt Naderi die höchste Auszeichnung der NASA, die NASA Distinguished Service Medal, für seinen „ausgezeichneten Beitrag zur Weltraumwissenschaft und -erforschung“. Firouz Naderi ist Mitglied (Associate Fellow) des US-amerikanischen Berufsverbandes für Luft- und Raumfahrttechnik, dem American Institute of Aeronautics and Astronautics (AIAA).
- 2004: Gewinner des Liberal Prize
- 2004: Empfänger der NASA Outstanding Leadership Medal
- 2005: Empfänger der Ellis Island Medal of Honor
- Aufnahme in die Space Technology Hall of Fame
- 2016: Benennung eines Asteroiden nach ihm: (5515) Naderi